# Олдаши, Соколь
Соколь Олдаши (алб. Sokol Olldashi; 17 декабря 1972, Дуррес, Албания — 20 ноября 2013, Крраба, Албания) — албанский государственный служащий и политик. Депутат от Демократической партии в Народном собрании Албании с 2001 по 2013 год. Министр внутренних дел Албании с 2005 по 2007 год. Министр общественных работ, транспорта и связи Албании с 2007 по 2013 год.

## Личная жизнь
Родился 17 декабря 1972 года в Дурресе. Среднее образование получил в родном городе. В 1995 году окончил юридический факультет Тиранского университета. Во время обучения в университете работал журналистом. Свободно владел английским и итальянским языками. Был женат на Энкеледе Олдаши, от которой имел двух сыновей.
20 ноября 2013 года Олдаши погиб в автомобильной катастрофе в Кррабе. Авария произошла вечером. Причинами были признаны влажность и высокая скорость, с которой ехала машина. Политик не справился с управлением на крутом повороте. Автомобиль упал в пропасть с двадцатиметровой высоты. Смерть Олдаши наступила мгновенно.

## Политическая карьера
В 2001 году был избран депутатом от Демократической партии в Народное собрание Албании. С 2005 по 2009 год возглавлял отделение своей партии в Тиране.
В том же 2005 году получил должность министра внутренних дел, которую занимал до 2007 года, когда подал в отставку, чтобы баллотироваться на пост мэра Тираны. Проиграв выборы мэра в 2007 году, получил портфель министра общественных работ, транспорта и связи в первом кабинете премьер-министра Бериши. Снова назначен на эту должность в 2009 году во втором кабинете премьер-министра Бериши.
В июле 2013 года, после поражения Демократической партии на выборах и отставки Сали Бериша с поста председателя партии, на внутрипартийных выборах выдвинул свою кандидатуру на пост председателя партии против кандидатуры Люльзима Баши и проиграл.